# NGC 4100
NGC 4100 (również PGC 38370 lub UGC 7095) – galaktyka spiralna (Sbc), znajdująca się w gwiazdozbiorze Wielkiej Niedźwiedzicy. Odkrył ją William Herschel 9 marca 1788 roku.